# Parlamentář

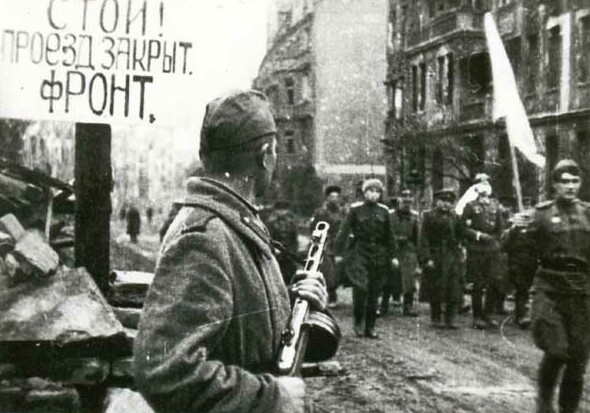
Německý parlamentář, 6. května 1945 Vratislav

Parlamentář je osoba, zpravidla voják, která je vyslána svým velitelem, aby vyjednávala s nepřítelem, např. ohledně dočasného zastavení palby nebo výměny zajatců. Své postavení demonstruje bílou vlajkou. Parlamentář a členové jeho doprovodu jsou chráněnými osobami, podle obecného válečného práva (čl. 32–34 haagské Úmluvy o zákonech a obyčejích války pozemní z roku 1907) požívají výsady nedotknutelnosti. Nelze je napadnout ani jinak urazit, není možné je zadržet a učinit z nich např. válečné zajatce, po splnění mise je nutné jim poskytnout svobodný a bezpečný návrat zpět. Výsadu nedotknutelnosti je jim možné upřít jen v případě prokázaného vyzvědačství. V českém právu je tato ochrana vyjádřena prostřednictvím válečného trestného činu Ublížení parlamentáři (§ 417 trestního zákoníku).